# Manchester Arena
A Manchester Arena é uma arena polivalente localizada na cidade de Manchester, na Inglaterra. Inaugurada em julho de 1995, ainda com o nome de NYNEX Arena, alterou seu nome para Manchester Evening News Arena em 1998, graças ao patrocínio do tabloíde britânico local Manchester Evening News. Contudo, o jornal terminou a sua parceria em 2011 e a arena teve de ser renomeada como Manchester Arena. Em julho de 2013, a arena foi renomeada como Phones 4u Arena, após a empresa de telefonia móvel Phones 4u adquirir seus naming rights, mas a parceria terminou em janeiro de 2015 depois que a Phones 4u fechou, renomeando a arena de volta mais uma vez para Manchester Arena.
Com uma capacidade máxima estimada em 21 mil pessoas, é considerada a maior e mais moderna arena multi-uso do Reino Unido, ao lado da The O2 Arena, em Londres.
Anualmente abriga cerca de 250 eventos como jogos de basquete, hóquei e shows musicais. Artistas como Janet Jackson, Lady Gaga, Beyoncé, Ariana Grande, Red Hot Chili Peppers, The Vamps, Sabrina Carpenter, Kylie Minogue, Avril Lavigne, Cher, Britney Spears, Green Day, Backstreet Boys, Queens of the Stone Age, Guns N' Roses, Aerosmith, Linkin Park, The Killers, Adele, U2, McFly, Lily Allen, Madonna, Prince, Gorillaz, Metallica, Laura Pausini, Paramore, Rihanna, Muse, Coldplay, The Pussycat Dolls, Little Mix entre outros, já se apresentaram na arena.

## Incidente em 2017
Em 22 de maio de 2017, ao fim do show da cantora norte americana Ariana Grande durante sua turnê Dangerous Woman Tour, ocorreu uma explosão fora da arena, causada por um homem-bomba. A polícia de Manchester confirmou 22 mortes e 59 feridos. A arena foi reaberta em 9 de setembro de 2017 com um show beneficente incluindo Noel Gallagher e outros artistas do noroeste da Inglaterra.